# Diego de Souza Carballo
Diego Alejandro de Souza Carballo (Melo, Cerro Largo, Uruguay, 14 de mayo de 1984) es un futbolista uruguayo. Juega de mediocampista y primer equipo fue Defensor Sporting. Actualmente milita en Central Español de la Segunda División de Uruguay.

## Trayectoria
Fue formado en el club Defensor Sporting desde los 16 años, en donde se ha proclamado como una de las máximas figuras del club violeta.
En el 2009 ya con 25 años fue coronado como el mejor jugador de la Primera División Profesional de Uruguay.[cita requerida]
En julio de 2010, Defensor Sporting recibió, por el jugador, una oferta de U$S 1.500.000 de parte de la Universidad de Chile, cuyo entrenador en ese entonces era el uruguayo Gerardo Pelusso, que fue aceptada por Defensor Sporting, pero una llamada de su representante Gonzalo Madrid (Parte del Grupo Casal) canceló el traspaso esperando una transferencia al fútbol europeo, que nunca llegó. Fue así como De Souza, terminó jugando el 2010 en Defensor Sporting. Al 27 de enero de 2011, el jugador fue contratado por el Club Atlético Banfield por cuatro temporadas, club en el cual no finalizó su contrato ya el equipo descendió y tuvo que achicar su plantilla..
El 23 de agosto de 2012 firmó por 1 temporada con el Montevideo Wanderers Fútbol Club de la Primera División de Uruguay. El 3 de junio de 2014, la directiva del Club Social y Deportivo Municipal, hace oficial el fichaje del jugador para que milite en el club escarlata por un año en la Liga Nacional de Fútbol de Guatemala. Permaneció en el fútbol Guatemalteco por una temporada, pero debió volver a Uruguay tras una lesión.
Actualmente, luego de casi un año de inactividad deportiva, pero si de continuo cuidado físico, deportivo y personal, el nombre del creativo volante volvió a sonar en el medio local, convirtiéndose en el nuevo refuerzo  del Centro Cultural y Deportivo El Tanque Sisley de Montevideo.

## Clubes
| Club                | País      | Año       |
| ------------------- | --------- | --------- |
| Defensor Sporting   | Uruguay   | 2003-2010 |
| Banfield            | Argentina | 2011-2012 |
| Wanderers           | Uruguay   | 2012-2013 |
| Cerro Largo         | Uruguay   | 2013-2014 |
| Deportivo Municipal | Guatemala | 2014      |
| Cerro Largo         | Uruguay   | 2015-2016 |
| El Tanque Sisley    | Uruguay   | 2017      |
| Central Español     | Uruguay   | 2018      |

## Palmarés

### Campeonatos nacionales
| Título                    | Club              | País    | Año  |
| ------------------------- | ----------------- | ------- | ---- |
| Liguilla Pre-Libertadores | Defensor Sporting | Uruguay | 2006 |
| Campeonato Uruguayo       | Defensor Sporting | Uruguay | 2008 |
| Torneo Apertura           | Defensor Sporting | Uruguay | 2007 |
| Torneo Apertura           | Defensor Sporting | Uruguay | 2010 |
| Torneo Clausura           | Defensor Sporting | Uruguay | 2009 |